# Mori Naoki (1977)
Naoki Mori (sinh ngày 22 tháng 11 năm 1977) là một cầu thủ bóng đá người Nhật Bản.

## Sự nghiệp câu lạc bộ
Naoki Mori đã từng chơi cho Cerezo Osaka và Mito HollyHock.